# Lou Salvador
Luis ("Lou") Salvador sr. (Tacloban, 7 juli 1905 – 1 maart 1973) was een Filipijns basketballer, acteur, regisseur en impresario.

## Biografie
Luis Salvador werd geboren op 7 juli 1905 in Tacloban. Zijn vader was een Spanjaard en zijn moeder was van Duits-Filipijnse afkomst. Salvador speelde al op jonge leeftijd in het Filipijns basketbalteam. Hij was als 17-jarige actief op de Verre Oosten Spelen van 1921. Ook speelde hij met de Filipijnen op deze spelen in 1923 en 1925. Salvador staat bekend om zijn unieke recordscore in de finale van de Verre Oosten Spelen van 1923 tegen China, waarin hij 116 punten behaalde. Hij speelde ook collegebasketbal voor de Jose Rizal College Heavy Bombers en won met dat team in 1924 het nationaal kampioenschappen voor universiteitsteams.
Rond 1925 begon ook Salvadors showbizzcarrière toen hij, gebruikmakend van de artiestennamen Chipipoy en Van Ludor, begon als bodabil-acteur. Na de Tweede Wereldoorlog begon hij ook met acteren in films, in eerste instantie nog onder de naam Chipipoy, maar al snel als Lou Salvador. Bekende films waarin Salvador meespeelde waren Genghis Khan (1950) van Manuel Conde, Ito ang Pilipino (1966) en Langit at lupa (1967). Ook regisseerde Salvador enkele films, waaronder Bad Boy (1957) en Barkada (1958), beide met zijn zoon Lou Salvador jr. in de hoofdrol. Tevens richtte Salvador zijn eigen productiebedrijf Master Films op. Naast zijn werk in de filmwereld was Salvador ook actief als impresario. Hij staat erom bekend bekende artiesten te hebben ontdekt, onder wie Chiquito, Bentot, Cachupoy, Canuplin, Pepe Pimentel, Diomedes Maturan en Eddie Peregrina
Salvador overleed in 1973 op 67-jarige leeftijd. Hij had gedurende zijn leven vele relaties en is naar verluidt vader van enkele tientallen kinderen, onder wie acteurs Lou Salvador jr., Philippe Salvador, Alona Alegre en Ross Rival. De Lou Salvador Sr. Memorial Award van de Filipino Academy of Movie Arts and Sciences is naar hem vernoemd.